# Diskretion

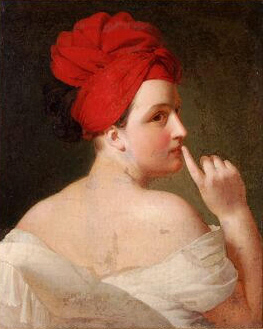
La Discrétion (Claude Marie Dubufe, Frankreich, ca. 1820–1827)

Diskretion wird heute umgangssprachlich synonym zum Begriff Verschwiegenheit verwendet. Diskretion umschreibt die Fähigkeit und Fertigkeit, Vertraulichkeit (Geheimhaltung) beispielsweise von Wort und Schrift zu wahren. Diskretion und Verschwiegenheit gelten dabei als positiv besetzte Verhaltensweisen und Charaktereigenschaften. Als Antonym (Gegenbegriff) gilt Indiskretion, als das Verletzen der Verschwiegenheit und die Weitergabe von Informationen an Personen, für die diese nicht bestimmt sind.
Die unverbindliche Tugend der Diskretion ist dabei klar zu trennen von der Verschwiegenheitspflicht (Schweigepflicht), der rechtlichen Verpflichtung bestimmter Berufsgruppen, das ihnen Anvertraute für sich zu behalten.

## Ursprüngliche Bedeutung
Abgeleitet ist der Begriff von der discretio, einem Grundbegriff im Klosterleben der Benediktiner. Die ursprüngliche Wortbedeutung von discernere ist unterscheiden. Die discretio war also die Kunst und Gabe der weisen Unterscheidung, die das Zuviel wie das Zuwenig meidet und in allem das rechte Maß sucht. Für Benedikt von Nursia war die discretio die Mutter aller Tugenden.

## Diskretion im Geschäftsleben
Im Geschäftsleben wird von einem Arbeitgeber oder vom Staat erwartet, dass Arbeitnehmer mit vertraulichen Daten des Geschäftes diskret umgehen. Daten, die diskret behandelt werden sollten, wären beispielsweise Löhne, Kundendaten, Betriebsgeheimnisse usw. Den rechtmäßigen Umgang mit Kundendaten regeln Datenschutzgesetze. Den Umgang mit Betriebsdaten schreibt der Arbeitgeber vor, Verstöße in diesem Bereich können für den Arbeitnehmer die Kündigung nach sich ziehen. Für das Geschäft kann Indiskretion auch betriebswirtschaftliche Schäden bedeuten.

## Diskretion im Privatleben
Diskretion im Privatleben besteht größtenteils aus Vertrauen und Respekt. Gewisse Informationen sind nicht für die Allgemeinheit bestimmt, sondern werden nur in einem beschränkten Kreise ausgetauscht. Wenn sich eine Person einer befreundeten Person öffnet und beispielsweise private Probleme erzählt, so vertraut sie darauf, dass die befreundete Person diese für sich behält. Handelt die vertrauenswürdige Person dem zuwider, so ergibt sich ein Vertrauensbruch und sie hat die ihr gegebenen Grenzen nicht respektiert. 
Dies gilt auch für Personen, die beruflich in privat geprägter Umgebung arbeiten, und dabei zwangsläufig auch persönliche Details erfahren, etwa Hauspersonal wie Butler oder Haushälterinnen. Hier wird Diskretion über alle Ereignisse im Privatleben ihres Arbeitgebers erwartet und meist auch im Arbeitsvertrag vereinbart.